# Corts de Barcelona (1377-1378)
Les Corts Catalanes varen ser convocades pel rei Pere el Cerimoniós a Barcelona, en 1377-1378, sent President de la Generalitat en Guillem de Guimerà i d'Abella.
Només un any més tard de les Corts Generals de Montsó es tornen a convocar corts. En aquesta edició es posa en qüestió l'actuació dels diputats de la Generalitat, especialment de Guillem de Guimerà i d'Abella, a qui s'acusà d'irregularitats econòmiques en favor propi i de l'Orde de l'Hospital, de la que era gran Prior. Tot i alguns encàrrecs que rebé de les corts per participar en comissions de treball i de representació davant el rei, a la sessió del 28 d'agost de 1377, en Joan I d'Empúries presentà una proposta de revocació general d'oficis de la Generalitat, des dels diputats i consellers a oïdors, porters i escrivans, a excepció d'Hug de Santapau, oïdor militar. Aquesta proposta, aprovada amb molts diputats absents, arribà al rei qui la revoca per defecte de forma i de quorum. Tot i salvar els càrrecs dels diputats, aquests renunciaren per una qüestió d'honor. A Guillem de Guimerà, en reconeixement d'aquesta injustícia, se li va concedir el privilegi de triar el nou representant del braç eclesiàstic, fet que recaigué en Galceran de Besora i de Cartellà, nomenat nou President de la Generalitat de Catalunya en la sessió del 16 d'octubre de 1377. Amb tot, la humiliació que li va representar i la incomprensió de la classe dirigent el feu deixar la política i dedicar-se a les activitats en el gran priorat de Catalunya.
Però la crisi no es considerava acabada i la cort, al final del seu funcionament a l'agost de 1378, decideix nomenar una comissió reorganitzadora per readreçar la institució. Formada per nou persones amb poders absoluts tenia temps fins a setembre de 1378 per emetre una proposta. La comissió va acabar recomanant la destitució dels diputats acabats de nomenar just un any abans i tornar-los a nomenar amb una retribució inferior. Els membres de l'efímera diputació varen protestar i, finalment, foren destituïts i es varen ocupar d'afers de defensa marítima contra el duc d'Anjou que amenaçava les costes valencianes.
Ramon Gener, que formava part de l'esmentada comissió, va ser escollit nou President el 7 de gener de 1379, però no tindrà tots els poders fins que el rei ratificà el nomenament el 10 de març de 1379. En aquests dos mesos, els oïdors de comptes no varen reconèixer la decisió de la comissió i es negaren a lliurar els segells i els llibres de comptes als nous diputats.
La cort també decidí atorgar un complement de 110.000 lliures al donatiu atorgat a Montsó; 30.000 per fogatge, 50.000 per venda de censals de la Generalitat i 30.000 més del fogatge, però només si el comte d'Anjou atacava Catalunya, cosa que no va succeir.